# Sumplav
Sumplav (Cetrariella fastigiata) är en lavart som först beskrevs av Dominique François Delise och William Nylander och fick sitt nu gällande namn av Ingvar Kärnefelt och Arne Thell. 
Sumplav ingår i släktet Cetrariella, och familjen Parmeliaceae. Enligt den finländska rödlistan är arten nära hotad i Finland. Arten är reproducerande i Sverige. Artens livsmiljö är tallmyrar.